# Бамбуковые бирки Цзоумалоу
Бамбуковые бирки Цзоумалоу (кит. трад. 走馬樓簡牘, упр. 走马楼简牍, пиньинь zǒumǎlóu Jiǎndú) — археологические находки 1996 года в местности Цзоумалоу (走馬樓) в центральной части города Чанша провинции Хунань, Китай. Это открытие было одной из самых важных археологических находок в Китае за 1990-е годы. Все исторические артефакты из Цзоумалоу представлены в Музее бамбуковых бирок в Чанше, как и в местности Мавандуй.
Цзоумалоу (走马搂) находится в юго-восточном углу при пересечении центральных улиц Хуансин и Уи. В октябре 1996 года на строительной площадке в Хейвадо (平和堂) было найдено более 140 тысяч кусков бамбуковых и деревянных бирок. Историческую ценность представляют бамбуковые бирки (竹简), деревянные бирки (木 简), деревянные таблички (木 牍), ручные бирки с надписями (签 牌) и печатки (封 检); это документы, которые в основном использовались для записи административных и судебных условий в царстве У эпохи Троецарствия) (220—280 гг. н. э.). Поэтому деревянные и бамбуковые бирки принято называть бирками Цзоумалоу-У (走马 楼 吴 简). Количество найденных бамбуковых и деревянных бирок превысило количество всех бирок, ранее обнаруженных в Китае. Это открытие вошло в число самых важных открытий в Китае в XX веке, наряду с гадательными надписями на костях Цзягувэнь, рукописями Дуньхуана и серией бамбуковых и деревянных бирок на северо-западе. Музей бамбуковых бирок в Чанше был основан в 2002 году. С момента открытия в 1996 году археологи провели 19 лет до полной сортировки и инвентаризации культурных реликтов.
За этот период было сделано ещё несколько похожих находок. В 2003 году в Цзоумалоу нашли более двадцати тысяч бамбуковых бирок. Бирки этой группы относятся к более раннему периоду Западной династии Хань (202 до н. э. — 8 н. э.). В 2004 году были найдены 206 бамбуковых бирки с надписями в Дунпайлоу (东牌楼) эпохи восточной династии Хань (25-220 гг). 22 июня 2010 года тысячи бамбуковых бирок были обнаружены в древнем колодце на пересечении центральной улицы Уи и переулка Цзоумалоу во время строительства Второй линии метро города Чанша, там где находится станция «Площадь Уи». Эта находка была датирована эпохой эпохи Восточной династии Хань.